# Хасегава Кохей
Кохей Хасегава  (яп. 長谷川 恒平; нар. 22 листопада 1984, Яйдзу, префектура Сідзуока) — японський борець греко-римського стилю, чемпіон та бронзовий призер чемпіонатів Азії, дворазовий чемпіон Азійських ігор, бронзовий призер чемпіонатів світу серед студентів, учасник Олімпійських ігор.

## Життєпис
Народився 22 листопада 1984 року в префектурі Сідзуока. Боротьбою почав займатися з 1989 року.
Закінчив середню школу Яйдзу Чуо в Сідзуоці та Університет Аояма Гакуїн.
Чотири рази поспіль вигравав національний юніорський чемпіонат та двічі поспіль національний чемпіонат серед молодших шкіл.
Під час навчання в старшій школі він виграв сім національних титулів, включаючи міжшкільний чемпіонат у 2002 році.
Перебуваючи в Університеті Аояма Гакуїн, він брав участь у чемпіонаті світу серед юніорів з греко-римської боротьби 2003 року, виграв Всеяпонський студентський чемпіонат у 2005 та 2006 роках, а також тричі поспіль вигравав Всеяпонський університетський чемпіонат з боротьби вільного стилю.
Після закінчення навчання він зосередився на греко-римській боротьбі та виграв свій перший чемпіонат Японії у 2007 році. Він пропустив участь в Олімпійських іграх у Пекіні.
У 2009 році він виграв чемпіонат Азії, а також Азійські ігри 2010 року, перемігши п'ятьох чемпіонів світу.
На чемпіонаті світу 2011 року він посів восьме місце і не зміг потрапити на Олімпійські ігри, але в березні 2012 року виграв азійські кваліфікаційні змагання, забезпечивши собі місце та ставши членом збірної Японії.
На Олімпіаді 2012 року в Лондоні переміг у першій сутичці представника Білорусі Ельбека Тожієва, пробившись до чвертьфіналу, однак там поступився Хакану Ніблому з Данії. Оскільки данець у наступному поєдинку програв півфінал, Кохей Хасегава не зміг взяти участь у втішному турнірі за бронзову нагороду і вибув зі змагань, посівши 10 місце.
У 2014 році вдруге виграв Азійські ігри.
Виступав за спортивний клуб «Фукуїті» Сідзуока. Тренер — Хіросі Ота.

## Спортивні результати на міжнародних змаганнях

### Виступи на Олімпіадах
| Змагання                    | Збірна | Вагова категорія                 | Місце |
| --------------------------- | ------ | -------------------------------- | ----- |
| Літні Олімпійські ігри 2012 | Японія | греко-римська боротьба, до 55 кг | 10    |

### Виступи на Чемпіонатах світу
| Змагання                        | Збірна | Вагова категорія                 | Місце |
| ------------------------------- | ------ | -------------------------------- | ----- |
| Чемпіонат світу з боротьби 2009 | Японія | греко-римська боротьба, до 55 кг | 11    |
| Чемпіонат світу з боротьби 2010 | Японія | греко-римська боротьба, до 55 кг | 16    |
| Чемпіонат світу з боротьби 2011 | Японія | греко-римська боротьба, до 55 кг | 8     |

### Виступи на Чемпіонатах Азії
| Змагання                       | Збірна | Вагова категорія                 | Місце  |
| ------------------------------ | ------ | -------------------------------- | ------ |
| Чемпіонат Азії з боротьби 2008 | Японія | греко-римська боротьба, до 55 кг | Бронза |
| Чемпіонат Азії з боротьби 2009 | Японія | греко-римська боротьба, до 55 кг | Золото |

### Виступи на Азійських іграх
| Змагання           | Збірна | Вагова категорія                 | Місце  |
| ------------------ | ------ | -------------------------------- | ------ |
| Азійські ігри 2010 | Японія | греко-римська боротьба, до 55 кг | Золото |
| Азійські ігри 2014 | Японія | греко-римська боротьба, до 59 кг | Золото |

### Виступи на Чемпіонатах світу серед студентів
| Змагання                                        | Збірна | Вагова категорія                 | Місце  |
| ----------------------------------------------- | ------ | -------------------------------- | ------ |
| Чемпіонат світу з боротьби серед студентів 2006 | Японія | греко-римська боротьба, до 55 кг | Бронза |

### Виступи на інших змаганнях
| Змагання                                                         | Збірна | Вагова категорія                 | Місце  |
| ---------------------------------------------------------------- | ------ | -------------------------------- | ------ |
| Міжнародний меморіал Дейва Шульца 2006                           | Японія | греко-римська боротьба, до 55 кг | Срібло |
| Олімпійський кваліфікаційний турнір з боротьби 2008 (Роме-Остія) | Японія | греко-римська боротьба, до 55 кг | 20     |
| Турнір Дана Колова — Николи Петрова 2009                         | Японія | греко-римська боротьба, до 55 кг | Золото |
| Золотий Гран-прі з боротьби 2009                                 | Японія | греко-римська боротьба, до 55 кг | Золото |
| Міжнародний меморіал Дейва Шульца 2010                           | Японія | греко-римська боротьба, до 55 кг | Бронза |
| Золотий Гран-прі з боротьби 2010 (Сомбатгей)                     | Японія | греко-римська боротьба, до 55 кг | Бронза |
| Золотий Гран-прі з боротьби 2010 (Баку)                          | Японія | греко-римська боротьба, до 55 кг | Срібло |
| Золотий Гран-прі з боротьби 2012 (Стамбул)                       | Японія | греко-римська боротьба, до 55 кг | Бронза |
| Олімпійський кваліфікаційний турнір з боротьби 2012 (Астана)     | Японія | греко-римська боротьба, до 55 кг | Золото |
| Кубок Владислава Пітласинські 2013                               | Японія | греко-римська боротьба, до 55 кг | Золото |
| Гран-прі Угорщини з боротьби 2016                                | Японія | греко-римська боротьба, до 59 кг | Золото |

### Виступи на змаганнях молодших вікових груп
| Змагання                                      | Збірна | Вагова категорія                 | Місце  |
| --------------------------------------------- | ------ | -------------------------------- | ------ |
| Чемпіонат світу з боротьби серед кадетів 1999 | Японія | вільна боротьба, до 42 кг        | 12     |
| Чемпіонат Азії з боротьби серед юніорів 2002  | Японія | греко-римська боротьба, до 50 кг | Бронза |
| Чемпіонат світу з боротьби серед юніорів 2003 | Японія | греко-римська боротьба, до 55 кг | 18     |